# 弗拉基米爾·扎瓦茨基
弗拉基米爾·瓦西里耶維奇·扎瓦茨基（俄语：Владимир Васильевич Завадский，羅馬化：Vladimir Vasilyevich Zavadsky，1978年1月11日—2023年11月28日或11月29日），呼號豐坦卡河（Фонтанке），俄羅斯將領，軍銜海軍少將。他是俄羅斯海軍第14軍副司令。

## 生平
扎瓦茨基出生於1978年1月11日，其父親也是軍人。其於1995年畢業於烏里揚諾夫斯克近衛軍蘇沃洛夫軍事學校；2000年畢業於莫斯科高等軍事指揮學校第一營；2010年，他以中校軍銜畢業於俄羅斯聯邦軍隊綜合軍事學院，受到時任俄羅斯總統德米特里·梅德韋傑夫的表彰。
扎瓦茨基住在羅斯托夫州，其已婚，妻子為奧克薩娜·瓦西里芙娜·扎瓦德斯卡婭（Оксана Васильевна Завадская，1976年7月2日—）。夫婦育有2子，長子德米特里·弗拉基米羅維奇·扎瓦茨基（Дмитрий Владимирович Завадский，2003年7月31日—）是特維爾蘇沃洛夫少年軍校的學生，次子米哈伊爾·弗拉基米羅維奇·扎瓦茨基（Михаил Владимирович Завадский，2011年10月25日—）。
扎瓦茨基年輕時的肖像被俄羅斯軍方印成海布來宣傳合同兵。

## 事蹟
扎瓦茨基在就讀莫斯科高等軍事指揮學校時，他指揮一個機動步槍排、連和營。在他畢業於俄羅斯聯邦軍隊綜合軍事學院後，其歷任戰車訓練團副團長、訓練中心副團長、摩步旅參謀長、摩步旅旅長、摩步師師長。其曾在塔吉克、車臣共和國和南奧塞梯服役。
2018年8月至2021年6月，其擔任駐莫斯科地區的坎捷米羅夫斯卡亞近衛戰車師長。
2021年，扎瓦茨基指揮第2近衛塔曼摩托化步兵師。
2022年2月24日，俄羅斯入侵烏克蘭，扎瓦茨基規劃和實施在烏克蘭哈爾科夫州的軍事行動。9月7日，扎瓦茨基2022年烏克蘭哈爾科夫反攻中在伊久姆受傷，並協助傷兵撤退。
2023年11月28日下午2點30分，扎瓦茨基被MON-200反人員地雷炸死，根據初步資料顯示，他是在俄佔赫爾松後方乘坐汽車時被己方埋設的地雷炸至無法醫療的重傷而死，他陣亡時的職務是俄羅斯海軍第14軍副軍長，而俄媒訪問扎瓦茨基在莫斯科高等軍事指揮學校的同學，他們卻表示扎瓦茨基是在11月29日於哈爾科夫州方向作戰時陣亡，但該校的官方網頁仍然列出扎瓦茨基於11月28日死亡，俄媒《新俄羅斯》報導則指，扎瓦茨基是在伊久姆附近被地雷炸死，但《基輔獨立報》對此表示懷疑，指出該城市位於烏克蘭前線後方「數十公里」，而伊久姆在此時早已完全回到烏克蘭軍隊的控制中。BBC暗示事件發生期間扎瓦茨基的部隊駐紮在赫爾松州。

## 榮譽
- 畢業徽章[3]
- 勇氣勳章（3次）[2]
- 亞歷山大·涅夫斯基勳章[5]